# 수영구청장
수영구청장은 부산광역시 수영구의 행정사무를 담당하는 지방관리관 상당의 선출직 공무원이다.

## 역대 수영구청장
| 구분     | 성명           | 재임기간                       | 비고                   |
| -------- | -------------- | ------------------------------ | ---------------------- |
| 1        | 강문조(姜文祚) | 1995년 3월 1일~1995년 6월 30일 | 관선 마지막 수영구청장 |
| 2        | 신종관(辛宗官) | 1995년 7월 1일~1998년 6월 30일 | 민선 1기               |
| 3        | 신종관(辛宗官) | 1998년 7월 1일~2000년 2월 10일 | 민선 2기 사직          |
| 권한대행 | 윤종문(尹鐘文) | 2000년 2월 11일~2000년 6월 8일 |                        |
| 4        | 유재중(柳在仲) | 2000년 6월 9일~2002년 6월 30일 | 민선 2기               |
| 5        | 유재중(柳在仲) | 2002년 7월 1일~2006년 4월 1일  | 민선 3기 재선          |
| 권한대행 | 석희윤(石熙潤) | 2006년 4월 2일~2006년 6월 30일 |                        |
| 6        | 박현욱(朴賢煜) | 2006년 7월 1일~2010년 6월 30일 | 민선 4기               |
| 7        | 박현욱(朴賢煜) | 2010년 7월 1일~2014년 6월 30일 | 민선 5기 재선          |
| 8        | 박현욱(朴賢煜) | 2014년 7월 1일~2018년 6월 30일 | 민선 6기 3선           |
| 9        | 강성태(姜成泰) | 2018년 7월 1일~2022년 6월 30일 | 민선 7기               |
| 10       | 강성태(姜成泰) | 2022년 7월 1일~                | 민선 8기 재선          |

## 같이 보기
- 수영구청장 선거